# (3898) Curlewis
(3898) Curlewis es un asteroide perteneciente al cinturón de asteroides, descubierto el 26 de septiembre de 1981 por Michael Candy desde el Observatorio Perth, Bickley, Australia.

## Designación y nombre
Designado provisionalmente como 1981 SF9. Fue nombrado Curlewis en honor al astrónomo de Australia Occidental Harold Burnham Curlewis.